# Cálculo matricial
Na matemática, o Cálculo matricial é uma notação especial para tratar o cálculo multivariável, especialmente em espaços de matrizes, onde está definida a derivada de uma matriz.
Esta notação é conveniente para descrever sistemas de equações diferenciais e para calcular o diferencial de funções de matrizes.
Esta notação é utilizada em Estatística e Engenharia; físicos preferem usar a notação de Einstein.
O princípio básico desta notação é tratar cada vetor como uma matriz coluna, e identificar uma matriz 1x1 com o escalar.

## Notação
M(n,m) representa o espaço das matrizes reais nxm. Seus elementos serão representados como letras maiúsculas em negrito: F, X, Y, etc.
Um elemento de M(n,1), ou seja, um vetor coluna, será representado por letras minúsculas em negrito: x
Um elemento de M(1,n), ou seja, um vetor linha, será representado como o transposto de um vetor coluna, ou seja, xT.
Os elementos de M(1,1) são identificados como os escalares, e representados por letras minúsculas em itálico: a, b, c, f, t etc.
Por padrão, as funções são supostas de class C¹.

## Diferencial em relação a um vetor
Por esta notação, o diferencial em relação a um vetor se comporta, formalmente, como o vetor:
{\displaystyle {\frac {\partial }{\partial x}}={\begin{bmatrix}{\frac {\partial }{\partial x_{1}}}&{\frac {\partial }{\partial x_{2}}}&\ldots &{\frac {\partial }{\partial x_{n}}}\end{bmatrix}}}
De modo que a derivada de um vetor ym x 1 em relação a outro vetor xn x 1 poderia ser formalmente escrita como uma multiplicação matricial do vetor-linha {\displaystyle {\frac {\partial }{\partial x}}\,} pelo vetor-coluna y:
{\displaystyle {\frac {\partial y}{\partial x}}={\frac {\partial }{\partial x}}y={\begin{bmatrix}{\frac {\partial }{\partial x_{1}}}&{\frac {\partial }{\partial x_{2}}}&\ldots {\frac {\partial }{\partial x_{n}}}\end{bmatrix}}{\begin{bmatrix}y_{1}\\y_{2}\\\ldots \\y_{m}\end{bmatrix}}={\begin{bmatrix}{\frac {\partial y_{1}}{\partial x_{1}}}&{\frac {\partial y_{1}}{\partial x_{2}}}&\ldots &{\frac {\partial y_{1}}{\partial x_{n}}}\\{\frac {\partial y_{2}}{\partial x_{1}}}&{\frac {\partial y_{2}}{\partial x_{2}}}&\ldots &{\frac {\partial y_{2}}{\partial x_{n}}}\\\ldots \\{\frac {\partial y_{m}}{\partial x_{1}}}&{\frac {\partial y_{m}}{\partial x_{2}}}&\ldots &{\frac {\partial y_{m}}{\partial x_{n}}}\end{bmatrix}}}